# 生鱼料理

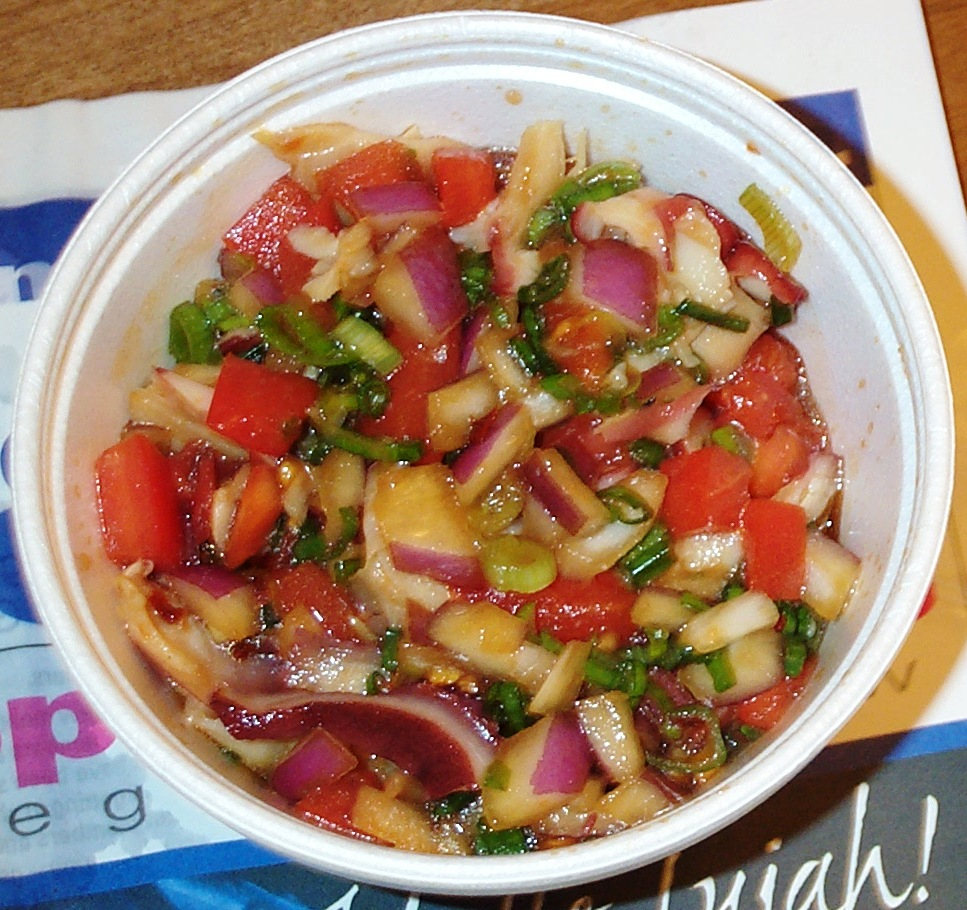
以生魚做成的夏威夷盖饭

生鱼料理是指可供人類食用的經過腌泡以及轻度腌制的生鱼，例如腌制三文鱼、刺身、寿司、檸汁醃魚生、生魚片、鹽漬齒鰆、刮魚、撈魚生等料理就是生魚料理。不過經過重度腌制的鱼（例如熏魚）則不算作生鱼料理。

## 健康问题
由於鱼体内有寄生虫，所以當人們食用生鱼或轻度腌制的鱼时容易感染寄生虫。所以人們在吃生鱼時应讓生魚在 -20 °C的温度下至少冷冻7天，目的是要杀死寄生虫。另外即使把生魚放到家裡用的冰箱內冷藏，可能冰箱冷藏室的溫度還不足以杀死寄生虫。 